# Thomas Kreutzmann
Thomas Kreutzmann (* 1958) ist ein deutscher Journalist. Er war ARD-Fernsehkorrespondent in Prag und Madrid sowie im Hauptstadtstudio in Berlin.

## Leben
Kreutzmann wuchs in Wiesbaden und Borken auf; sein Vater war der Politiker Heinz Kreutzmann, Bundestagsabgeordneter (SPD) und Parlamentarischer Staatssekretär im Bundesministerium für innerdeutsche Beziehungen.
Er studierte Kunstgeschichte, Geschichtswissenschaft und Klassische Archäologie in Göttingen und Marburg und war Stipendiat der Studienstiftung des deutschen Volkes. Seine journalistische Laufbahn begann er 1979 als Lokalredakteur der Hessisch-Niedersächsischen Allgemeinen in Kassel.
Kreutzmann war seit 1980 für den Hessischen Rundfunk (hr) tätig. Für das HR-Fernsehen arbeitete er unter anderem als Redaktionsleiter in den Studios Kassel und Wiesbaden sowie im Funkhaus Frankfurt. Anfang der 1990er-Jahre war er ARD-Fernsehkorrespondent für Tschechien und die Slowakei in Prag. 1996 bis 1999 sowie 2010 bis 2016 leitete er das Fernsehstudio des hr im Hessischen Landtag. 2000 bis 2004 war er ARD-Fernsehkorrespondent für Spanien und Portugal in Madrid. Auch war Kreutzmann frühzeitig im Internet für tagesschau.de aktiv. Dort gab es zeitweilig das finanz- und wirtschaftspolitische Internet-Streitgespräch Bornheim versus Kreutzmann mit dem früheren Korrespondenten Marcus Bornheim (Bayerischer Rundfunk).
Seit 2021 lebt er als freier Journalist in Berlin. Gemeinsam mit seinem früheren ARD-Kollegen Werner Sonne publizierte er 2022 das Buch „Schuld und Leid. Das deutsche Trauma von Flucht und Vertreibung.“

## Belege
1. ↑  Thomas Kreutzmann wechselt zurück ins ARD-Hauptstadtstudio quotenmeter.de, abgerufen am 21. Januar 2018
2. ↑  Wiesbaden – Studio-Leitung Thomas Kreutzmann hessenschau.de, abgerufen am 21. Januar 2018
3. ↑  Thomas Kreutzmann – Beruflicher Werdegang ard-hauptstadtstudio.de, abgerufen am 21. Januar 2018.
4. ↑  Thomas Kreutzmann, Werner Sonne: Schuld und Leid. Das deutsche Trauma von Flucht und Vertreibung koehler-mittler.de, abgerufen am 20. November 2022.
5. ↑  Thomas Kreutzmann/ Werner Sonne: Schuld und Leid. Das Trauma von Flucht und Vertreibung 1945–2022. Buchpremiere und Podiumsdiskussion Dokumentationszentrum Flucht, Vertreibung, Versöhnung, abgerufen am 20. November 2022.

| Personendaten    | Personendaten        |
| ---------------- | -------------------- |
| NAME             | Kreutzmann, Thomas   |
| KURZBESCHREIBUNG | deutscher Journalist |
| GEBURTSDATUM     | 1958                 |